# تصويت الشعب
تصويت الشعب (بالإنجليزية: People's Vote)‏ هي جماعة ضغط بريطانية تدعو لحملة اقتراع عام على الاتفاق النهائي لمشروع انسحاب المملكة المتحدة من الاتحاد الأوروبي. هذه المجموعة نشأت في أبريل 2018 في حدث تكلم فيه أربعة أعضاء من البرلمان بالإضافة للمثل باتريك ستيوارت وعدة وجوه بارزة تمثل المجتمع. طبقاً للمنظمين فإن نحو 700 ألف شخصاً شاركوا في مسيرة لدعم تصويت الشعب في العشرين من أبريل 2018.